# Gonodonta primulina
Gonodonta primulina är en fjärilsart som beskrevs av Druce 1887. Gonodonta primulina ingår i släktet Gonodonta och familjen nattflyn. Inga underarter finns listade i Catalogue of Life.